# Place Fréhel
La place Fréhel est une place du 20e arrondissement de Paris.

## Situation et accès
La place Fréhel fait partie du quartier de Belleville. De forme rectangulaire, elle est située à l'intersection de la rue Julien-Lacroix et de la rue de Belleville. Bien que bordant le 19e, elle se situe donc pleinement dans le 20e arrondissement.
Cette place est bordée des deux autres côtés par des immeubles, principalement aveugles.

## Origine du nom
Cette place a été baptisée en l'honneur de Marguerite Boulc'h, dite Fréhel (1891-1951), actrice et chanteuse de l'entre-deux-guerres dont les textes des chansons sont à l'image d'un Paris populaire et miséreux, en rapport avec le quartier du bas Belleville. Le surnom de l'artiste provient lui-même du cap Fréhel en Bretagne.

## Historique

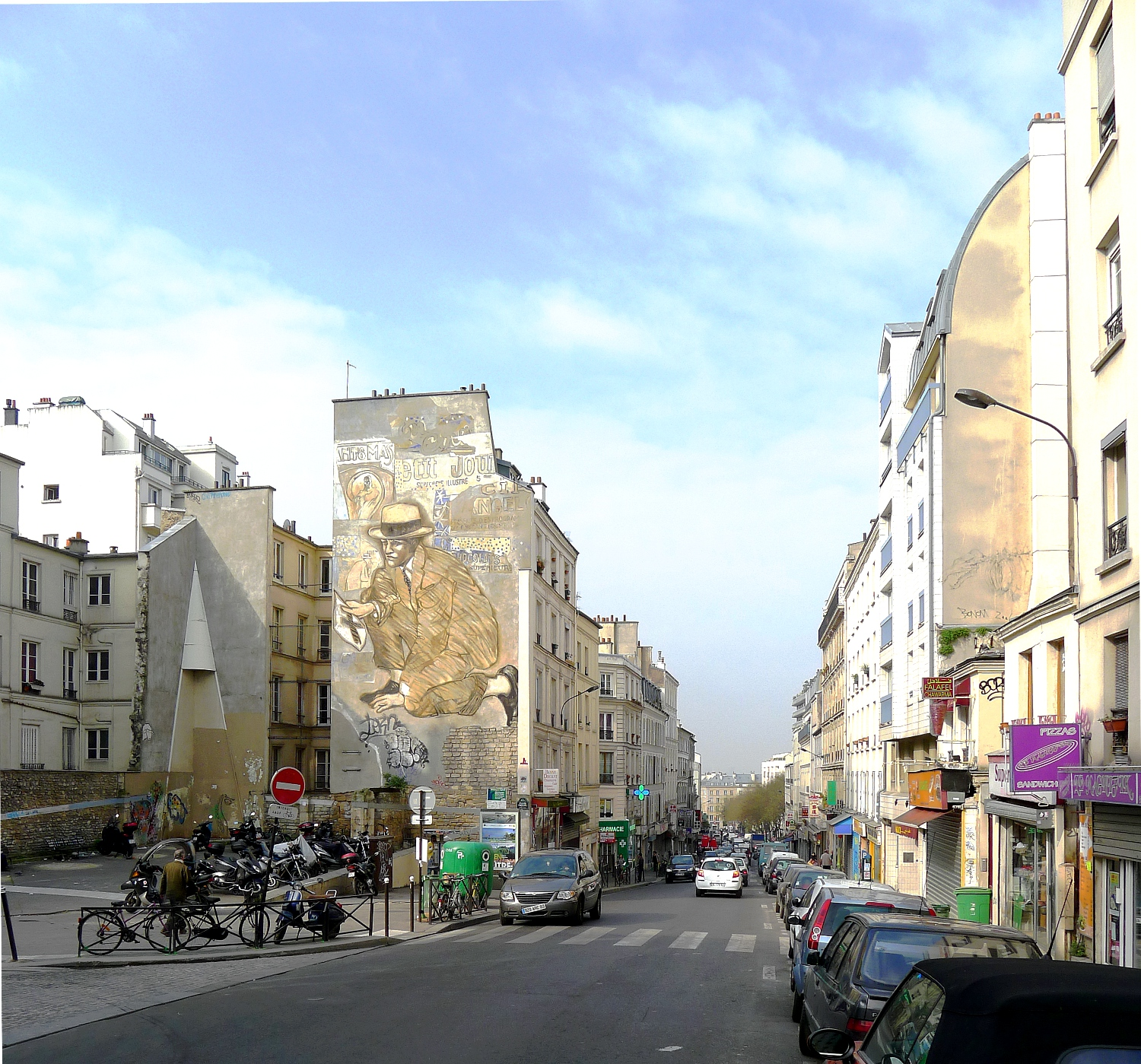
La place et la rue de Belleville en 2011.

L'origine de cette place provient de la destruction involontaire d'immeubles à la suite de la construction du tunnel de la ligne 11 du métro.
Cette dent creuse, le long de la longue rue de Belleville, rue encaissée et bordée de trottoirs étroits, a été confié à « l'art urbain », une tentative pour humaniser ce no man's land. 
Elle prend sa dénomination actuelle par un arrêté municipal du 17 mars 1998.

## Bâtiments remarquables et lieux de mémoire
La place abrite quatre œuvres d'art formant une œuvre globale intitulée Paris Trois temps (1986-1987), :
- Rendez-vous à l’angle des rues de Belleville et Julien Lacroix, une fresque monumentale représentant un détective en chasse, de Jean Le Gac. Le message dit : « Habitué au style allusif du peintre, le jeune détective comprit que le message lui indiquait de continuer la poursuite par la rue Julien-Lacroix. » ;
- Il faut se méfier des mots, une fresque monumentale de Ben, datée de 1993. Œuvre suspendue en trompe-l'œil avec deux personnages en volume. Le message dit : « Il faut se méfier des mots. » ;
- un cône lumineux, œuvre de Marie Bourget ;
- Un carré pour un square, une ligne de marbre blanc horizontale, formant un carré si l'on est placé au juste endroit. Œuvre réalisée par Jean-Max Albert.